# Provinciale weg 641
De provinciale weg 641 (N641) is een voormalige provinciale weg in de provincie Noord-Brabant. De weg vormt een verbinding tussen de N268 nabij Oud Gastel en de N640 ter hoogte van Oudenbosch. Halverwege heeft de weg een aansluiting op de A17 richting Roosendaal en Dordrecht.
De weg is uitgevoerd als tweestrooks-gebiedsontsluitingsweg met een maximumsnelheid van 80 km/h. De weg draagt achtereenvolgens de straatnamen Oude Steenstraat, Kralen, Kuivezand (naar de gelijknamige buurtschap), Oudenbosscheweg en Zandeweg.

## Geschiedenis
Oorspronkelijk verliep de N641 van Steenbergen via Kruisland en Oudenbosch naar Etten-Leur. Sinds 2003 is het gedeelte tussen Oudenbosch en Etten-Leur hernummerd tot N640. Het gedeelte tussen Steenbergen en Oud Gastel is overgedragen aan de gemeenten Steenbergen en Halderberge. In 2016 werd de Rondweg Oudenbosch geopend als N640, de N641 werd toen de verlenging van de N640 en bestond daarna niet meer.
N62 · N69 · N251 · N252 · N253 · N254 · N255 · N256/A256 · N257 · N258 · N260 · N261 · N262 · N263 · N264 · N266 · N267 · N268 · N269 · N270/A270 · N271 · N272 · N273 · N274 · N275 · N276 · N277 · N278 · N279 · N280 · N281 · N282 · N283 · N284 · N285 · N286 · N287 · N288 · N289 · N290 · N291 · N292 · N293 · N294 · N295 · N296 · N296n · N297 · N298 · N300 · N321 · N322 · N324 · N329 · N389 · N394 · N395 · N396 · N397

N556 · N562 · N564 · N570 · N572 · N590 · N595 · N598 · N601 · N602 · N605 · N607 · N612 · N613 · N615 · N616 · N617 · N618 · N620 · N622 · N625 · N629 · N631 · N632 · N637 · N638 · N639 · N640 · N641 · N651 · N652 · N653 · N654 · N655 · N656 · N658 · N659 · N660 · N661 · N662 · N663 · N664 · N665 · N666 · N667 · N668 · N669 · N670 · N671 · N673 · N674 · N675 · N676 · N682 · N683 · N686 · N689 · N690 · N831 · N843

Voormalige provinciale wegen: N299 · N551 · N552 · N553 · N554 · N555 · N560 · N561 · N563 · N565 · N566 · N567 · N568 · N571 · N574 · N580 · N581 · N582 · N583 · N584 · N585 · N586 · N587 · N588 · N589 · N591 · N592 · N593 · N594 · N596 · N597 · N603 · N604 · N606 · N608 · N610 · N611 · N614 · N619 · N621 · N623 · N624 · N626 · N628 · N630 · N634 · N642 · N657